# Adam Chroust
Adam Chroust (* 1. července 1988 Nové Město na Moravě) je český historik, spisovatel a skaut. V roce 2017 získal cenu Magnesia Litera za knihu Miloslav Stingl. Biografie cestovatelské legendy. Za stejnou publikaci obdržel i ocenění Český bestseller 2016.

## Život
Vystudoval Gymnázium Vincence Makovského v Novém Městě na Moravě. Na Masarykově univerzitě absolvoval obor Historie (studium úspěšně zakončil v roce 2013 a získal titul Mgr.). Od roku 1996 je členem Junáka – svazu skautů a skautek České republiky.
Spolupodílel se na vydání knihy Umění paroplavby po řece Vltavě a uspořádání stejnojmenné výstavy v Národním technickém muzeu v roce 2015. Erbovním dílem výstavy se stal do té doby neznámý a nikdy nepublikovaný obraz českého malíře Jakuba Schikanedera Kolesový parník pod Vyšehradem. Obraz, který Chroust objevil na pražské půdě, zachycuje jednu z dvojice „menších kolovek“, třicetimetrových pražských parníků Stefanie a Rudolf krátce po roce 1905 v barvách Pražské paroplavební společnosti.
Ve svých dílech rozsáhle mapuje životní příběhy inspirativních českých osobností, které dosáhly neobyčejných úspěchů i v mezinárodním měřítku.
V roce 2017 získal cenu Magnesia Litera za nakladatelský počin roku za svoji knihu Miloslav Stingl – Biografie cestovatelské legendy.  Za stejnou publikaci obdržel i ocenění Český bestseller 2016 v kategorii Cestopisy a reportáže, Cena Egona Erwina Kische udělovanou za literaturu faktu, dvě první místa v kategorii Nejkrásnější kniha a Cena diváků na festivalu Go Kamera a 2. místo v kategorii Polygrafie v soutěži Nejkrásnější česká kniha.
V prosinci 2019 byl přijat do Českého centra Mezinárodního PEN klubu.
Na biografii Miloslava Stingla navázal v létě 2018, kdy s režisérem Stevem Lichtagem začal pracovat na scénáři k celovečernímu filmu STINGL – Malý velký Okima.  Přestože Miloslav Stingl v průběhu natáčení vážně onemocněl a 11. května 2020 zesnul, film dokončili a v září 2021 měl slavnostní premiéru v pražské Lucerně. Koproducentem filmu byla Česká televize.
V roce 2024 získal Cenu Miroslava Ivanova za svoji druhou knihu Richard Konkolski. Být první. Výpravná biografie popisuje dramatický životní příběh nejslavnějšího českého mořeplavce Richarda Konkolského, jeho mimořádné sportovní i cestovatelské úspěchy včetně života ve Spojených státech amerických.

## Kniha o Miloslavu Stinglovi
Se slavným českým cestovatelem a spisovatelem Miloslavem Stinglem začal Adam Chroust spolupracovat v roce 2012, když o něm začal psát magisterskou diplomovou práci na Masarykově univerzitě. V následujícím roce na ni navázal a začal pracovat na rozsáhlé výpravné biografii. V roce 2014 objevil ve Stinglově vile desítky let utajovaný archiv. V několika po strop zaskládaných místnostech leželo 280 zapečetěných cestovních kufrů a 150 beden archivních materiálů, o jejichž existenci kromě nejbližší rodiny nikdo nevěděl. Nalezené materiály do knihy zapracoval. Součástí publikace je malovaná nástěnná mapa světa od ilustrátorky Elišky Chytkové, DVD s filmovými záznamy, CD s dobovými rozhlasovými pořady a kopie Stinglova cestovního pasu. Předmluvu do knihy napsal legendární cestovatel Miroslav Zikmund.
Kmotrou knihy je modelka Pavlína Němcová, spisovatelka Barbara Nesvadbová a herečka Jitka Čvančarová.

## Kniha o Richardovi Konkolském
Ve své druhé výpravné knize zachytil Adam Chroust životní příběh patrně nejslavnějšího českého mořeplavce Richarda Konkolského (* 6. 7. 1943, Bohumín), který svou první plachetnici Niké začal stavět ve sklepě bohumínského paneláku. Z modřínu, který sám našel, pokácel a nařezal z něj prkna. Účastník řady námořních závodů dosáhl mnoha světových rekordů, třikrát sám obeplul zeměkouli. Poprvé na druhé nejmenší lodi historie a jako první suchozemec v dějinách. Zasloužilý mistr sportu a čtyřnásobný jachtař roku ve třech různých zemích strávil na mořích a oceánech víc než pět let. I v tomto případě procházel Adam Chroust rozsáhlý archiv. Jeho součástí bylo 89 000 fotografií, 21 knih, mnoho deníků, přes 3 900 novinových článků, 15 filmů a řada filmových dokumentů či rozhlasových pořadů. Knihu doprovází perokresby Miroslava Vomáčky, součástí je kopie dobové nástěnné mapy světa s Konkolského plavbami.
Knihu pokřtil herec Miroslav Donutil, režisér Steve Lichtag a filmová producentka Olga Menzelová.

## Dílo
- Miloslav Stingl. Biografie cestovatelské legendy. Brno, Jota, 2016, 538 stran.

- Richard Konkolski. Být první. Brno, Jota, 2023, 664 stran.